# Geelbuikmus
De geelbuikmus (Passer flaveolus) is een zangvogel uit de familie van mussen (Passeridae).

## Verspreiding en leefgebied
Deze soort komt voor van Myanmar tot zuidelijk Vietnam.